# Aeroportul Municipal Belize City
Aeroportul Municipal Belize City (IATA: TZA, ICAO: MZBE) este un aeroport din Belize District⁠(d), Belize ce deservește zona Belize City. A fost numit după zona deservită.
Situat la o altitudine de 2 m, aeroportul dispune de o singură pistă.